# الشعبة (أولاد حراث)
الشعبة هو دُوَّار يقع بجماعة خميس قصيبة، إقليم سيدي بنور، جهة الدار البيضاء سطات في المملكة المغربية. ينتمي الدوّار لمشيخة أولاد حراث التي تضم 11 دوار. يقدر عدد سكانه بـ 576 نسمة حسب الإحصاء الرسمي للسكان والسكنى لسنة 2004.

## روابط خارجية
- البوابة الوطنية للجماعات الترابية
- المندوبية السامية للتخطيط